# Monasterio de Preobraženje
El Monasterio de Preobraženje (en serbio cirílico : Манастир Преображење ; en serbio latín : Manastir Preobraženje) es un monasterio ortodoxo serbio situado en Montaña Ovčar, en el municipio de Čačak y en el Distrito de Moravica, en Serbia. Está registrado en la lista de monumentos culturales de gran importancia de República de Serbia.

## Historia
El Monasterio de Preobraženje estuvo ubicado a 2km río arriba del de San Nicolás, en la margen izquierda del Río Morava occidental. Mencionado por primera vez en 1528, fue destruido en 1911, con la aprobación del obispo Sava, para permitir la construcción de una línea ferroviaria . Fue reconstruida en 1938. en la margen derecha del río, frente a su ubicación original, por iniciativa del obispo Nikolaj Velimirović. El nuevo monasterio opera según las reglas del Monte Athos desprovisto de propiedad propia, desempeña un papel estrictamente misionero.

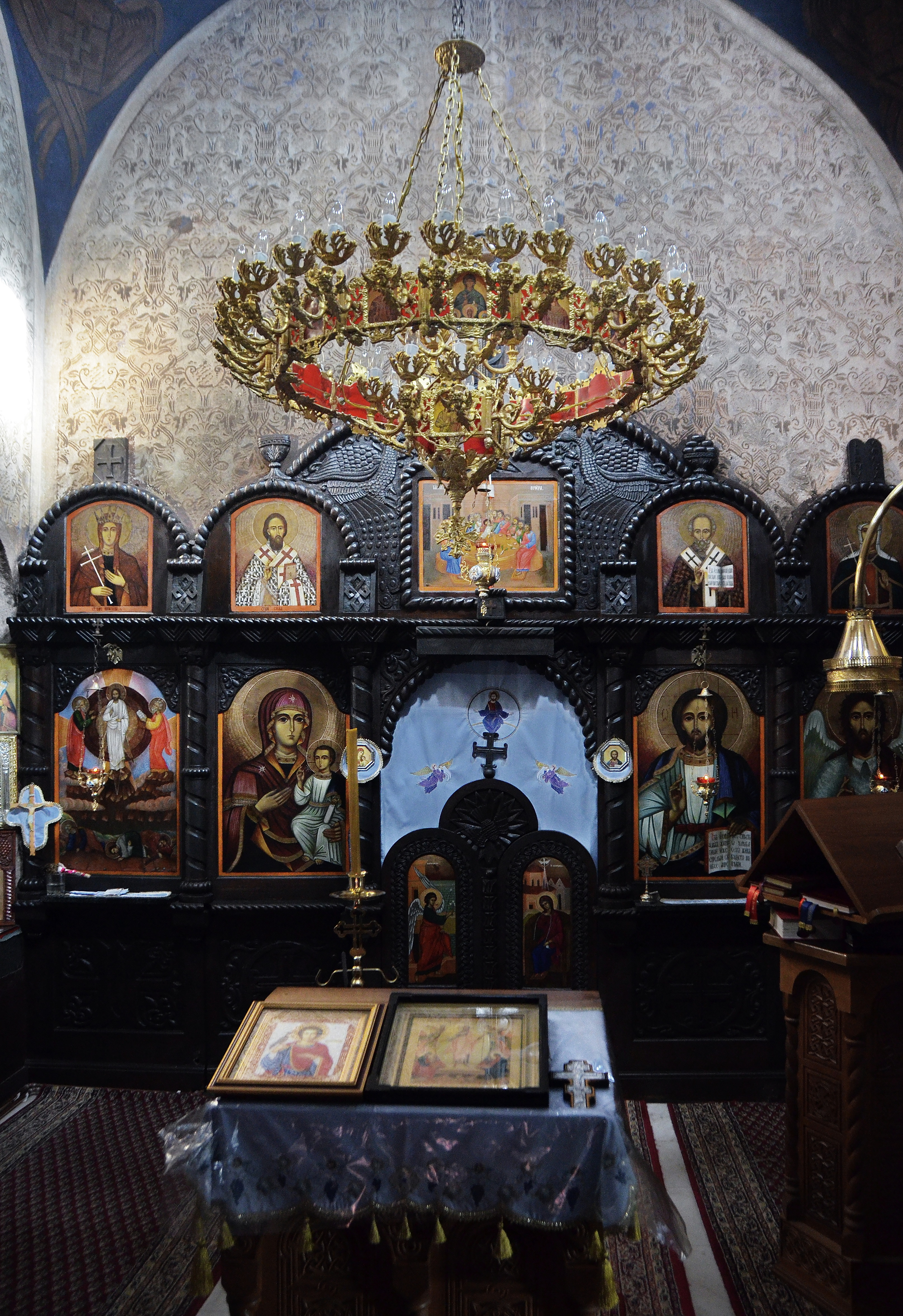
Monasterio de Preobraženje